# وولسدورف
وولسدورف (به آلمانی: Wolsdorf) یک شهر در آلمان است که در هلمشتدت واقع شده‌است. وولسدورف ۱٬۱۰۰ نفر جمعیت دارد.